# Верхньорейнський округ

Верхньорейнський округ на початку XVI століття

Верхньорейнський округ (нім. Oberrheinischer Reichskreis) — імперський округ Священної Римської імперії, засновано в 1500 році на території колишнього герцогства Верхня Лотарингія та значних частин Рейнської Франконії, включно зі Швабським Ельзасом і бургундським герцогством Савойя.
Багато держав округу на захід від річки Рейн анексовані Францією за правління короля Людовика XIV у XVI столітті, що було скріплено Німвгенськими договорами 1678/79 рр.

## Склад
Округ складався з таких держав:
| Назва                        | Тип управління         | Коментарій |
| ---------------------------- | ---------------------- | --- |
| Андло                        | Абатство               | Колишня прелатура у складі Франції з 1681 року. |
| Бар                          | Герцогство             | Об’єднане з Лотарингією з 1483 р. Тільки східна частина — Barrois non mouvant – лежала в межах Імперії, а отже, в межах Верхньорейнського округу; західна частина – Barrois mouvant – була територією Франції з 1301 року. Анексоване Францією в 1766 році.                                                        |
| Базель                       | Князь-єпископство      | Засноване у VIII столітті на місці стародавньої Августа-Раурика, здобуло незалежність від Бургундії близько 1000 року, резиденція в Порантрюї (Прунтрут) з 1527 року; 41 місце в Рейхстазі |
| Архієпархія Безансону        | Князь-єпископство      | Анексоване Францією в 1679 році; його 8-ме місце в рейхстазі стало вакантним |
| Бей                          | Графство               | Бей, спочатку створене як лордство, був успадкований молодшою гілкою дому Грімальді. Бей став номінальним васалом графства Савоя в 1388 році. Підвищений Савоєю до графства в 1581 році. Анексований Першою французькою республікою в 1793 році та відновлений до Королівства Сардинія в 1813 році.                |
| Бресс                        | Володіння              | Успадковане Савойським домом в 1272 році. Анексоване Королівством Франція згідно Ліонського договору в 1601 році. |
| Герцогство Бретценгайм       | Володіння              | Під орудою Кельну, надано графу Карлу Августу Гейдецькому, позашлюбному сину курфюрста Карла Теодора Баварського в 1772 році, імперське графство з 1774 року, князівство з 1789 року. |
| Бюже                         | Володіння              | Передано Савойському дому в 1077 році Генріхом IV. Анексоване Королівством Франція за Ліонським договором 1601 року. |
| Шабле                        | Графство               | Засноване в XI столітті Савойським домом. Під орудою Женеви з 1536 року. |
| Шато-Шинон                   | Графство               | Передано імператору Максиміліану І згідно з Аррасським договором 1482 року. Піднесено до статусу графства в 1506 році. Передано Франції згідно з Нойонським договором 1516 року. |
| Кольмар                      | Імперське місто        | Безпосереднє підпорядкування імператору даровано імператором Фрідріхом II Гогенштауфенам в 1226 році, частина Декаполіса з 1354 року. |
| Дагштуль                     | Володіння              | Під орудою лордів Флеккенштайн, придбане Еттінгеном-Валлерштайном в 1697 році. |
| Домб                         | Князівство             | Під орудою герцогів Бурбонських з 1400 року, конфісковано Королівством Франція в 1523 році. |
| Фалькенштайн                 | Графство               | Під орудою графів Даун з 1456 р., було піднято до графства в 1518 р., відійшло до Лотарингії в 1667 р., керувалося разом з Передньою Австрією з 1782 р. |
| Фосіньї                      | Баронство              | Придбано Савойським домом за Паризьким договором 1355 року. Анексовано Першою французькою республікою в 1792 році. Повернено до Савої в 1816 році. Анексовано Другою французькою імперією в 1860 році. |
| Франкфурт-на-Майні           | Імперське місто        | 6-е Рейнське місто. З 1220 року місце імператорських виборів за Золотою буллою 1356 року. |
| Фрідберг                     | Імперське місто        | 13-е Рейнське місто, з 1252р. |
| Фульда                       | Князь-абатство         | Засноване святим Боніфацієм у 744 році, Безпосереднє підпорядкування імператору надано імператором Фрідріхом II в 1220 році, підвищене до князя-єпископства в 1752 році, 53-те місце в Рейхстазі. |
| Женева                       | Герцогство             | Засноване в Х столітті як графство Женева. Столиця перенесена з Ла-Рош-сюр-Форон до Ансі в 1219 р. Придбано Савойським домом в 1401 р. і підвищено до герцогства в 1564 р. Анексоване Другою французькою імперією в 1860 р.                                                                                        |
| Жекс                         | Баронство              | Вперше згадується в 1188 році. Під орудою молодшої гілки Женевського графства до 1353 року, коли анексоване Амадеєм VI, графом Савойським. Починаючи з 1536 року між Герцогством Савойським і Старою Швейцарською Конфедерацією велися суперечки до анексії Королівством Франція за Ліонським договором 1601 року. |
| Агено                        | Імперське місто        | Приблизно з 1260, столиця Декаполіса з 1354. |
| Ганау-Ліхтенберг             | Графство               | У 1456 році відокремилося від графства Ганау як Ганау-Бабенгаузен, в 1474 році успадкувало володіння Ліхтенберга, в 1736 році відійшло до Гессен-Дармштадта. |
| Ганау-Мюнценберг             | Графство               | Відокремлене від графства Ганау в 1456 році, возз'єднане з Ганау-Ліхтенбергом в 1642 році, відійшло до Гессен-Касселя в 1736 році. |
| Гайтерсгайм                  | Князівство             | Під орудою ордена Святого Іоанна з 1272 року, Безпосереднє підпорядкування імператору надано імператором Карлом V в 1548 році. |
| Герсфельд                    | Абатство               | Засновано близько 736 року Святим Штурумом, Безпосереднє підпорядкування імператору надано Карлом Великим в 775 році, секуляризоване до князівства за Вестфальським миром 1648 року, під орудою Гессен-Касселя |
| Гессен                       | Ландграфство           | Засноване після війни за спадщину Тюрингії в 1247 році, столиця в Касселі, розділене після смерті ландграфа Філіппа I в 1567 році. |
| Гессен-Кассель               | Ландграфство           | У складі Гессена з 1567 року, курфюрство Гессена з 1803 року. |
| Гессен-Райнфельз             | Ландграфство           | Під орудою Гессену з 1567 року, включно з колишнім графством Катценельнбоген із замком Райнфельз, лінія згасла в 1583 році, відійшло до Гессен-Касселя. |
| Гессен-Дармштадт             | Ландграфство           | Під орудою Гессену з 1567 року, Велике герцогство Гессен з 1806 року. |
| Гессен-Марбург               | Ландграфство           | Під орудою Гессену з 1567 р., лінія згасла в 1604 р., анексовано Гессен-Дармштадтом. |
| Гессен-Гомбург               | Ландграфство           | Молодша гілка Гессен-Дармштадта з 1622 року, здобуло Безпосереднє підпорядкування імператору в 1768 році. |
| Ізенбург-Бюдінген-Бірштайн   | Графство               | У складі графства Ізенбург, засноване в 1511 році (Оберізенбург), знову розділене в 1628 році. |
| Ізенбург-Бірштайн            | Графство               | У складі Ізенбург-Бюдінген-Бірштайн з 1628 року, об’єднаний в Ізенбург-Оффенбах в 1644 році, відновлено в 1711 році, підвищено до князівства в 1744 році. |
| Ізенбург-Бюдінген            | Графство               | У складі Ізенбург-Бюдінген-Бірштайн з 1628 року. |
| Ізенбург-Меергольц           | Графство               | Відокремлено від Ізенбурга-Бюдінгена в 1673 році. |
| Ізенбург-Вехтерсбах          | Графство               | Відокремлено від Ізенбурга-Бюдінгена в 1673 році. |
| Кезерсберг                   | Імперське місто        | У складі Декаполя з 1354 року. |
| Кенігштайн                   | Графство               | Був під орудою лордів Еппштайну. Безпосереднє підпорядкування імператору даровано імператором Максиміліаном I Габсбургом в 1505 році, успадкував Штольберг в 1535 році, захопив Майнц в 1581 році. |
| Кріхінген                    | Графство               | Колишній феод Лотарингії навколо Креанжу, підвищений до Імперського графства в 1617 році, під орудою князів Східної Фризії з 1697 року до Від-Рункель в 1726 році. |
| Ландау                       | Імперське місто        | Безпосереднє підпорядкування імператору надано Рудольфом I Габсбургом в 1291 році, захоплено єпископом Шпаєра в 1324 році, відновлено імператором Максиміліаном I Габсбургом в 1511 році, приєднався до Декаполя в 1521 році.                                                                                      |
| Лайнінген-Вестербург         | графство               | Під орудою колишнього графства Лайнінген з 1317 року, успадкованого лордами Вестербурга в 1467 році. |
| Лайнінген-Дагзбург           | графство               | Під орудою колишнього графства Лайнінген з 1317 року, підвищене до князівства в 1779 році. |
| Лотарингія                   | герцогство             | Колишня Верхня Лотарингія, придбана Рене Анжуйським, герцогом Барським в 1431 році, обміняна герцогом Франциском III Габсбургом-Лотаринзьким в 1735 році на Велике герцогство Тоскана, анексована Францією в 1766 році.                                                                                            |
| Мор'єнн                      | графство               | Під орудою графства Савойя з 1032 році. |
| Менсфельден                  | володіння              | Кондомініум Тріра та Нассау. |
| Мец                          | Князь-єпископство      | Засноване в 535 р. Безпосереднє підпорядкування імператору підтверджено Карлом IV Люксембурзьким в 1357 р., окуповане королем Франції Генріхом II в 1552 р., частина трьох французьких єпископств згідно з Вестфальським миром 1648 р.                                                                             |
| Мец                          | Імперське місто        | З 1189 року, окуповане французьким королем Генріхом II в 1552 році. |
| Мюлуз                        | Імперське місто        | Приблизно з 1268, У складі Декаполя з 1354, приєднався до Швейцарської Конфедерації в 1515, у складі Франції в 1798. |
| Мюнстер                      | Імперське місто        | Безпосереднє підпорядкування імператору даровано імператором Фрідріхом II Гогенштауфенам в 1235 році, у складі Декаполя з 1354 року. |
| Мурбах                       | Імператорське абатство | Князівство з 1548 р., у складі Франції з 1680 р., скасоване під час революції. |
| Нассау-Ідштайн               | Графство               | Відокремилося від Нассау-Вайльбурга в 1627 році, перейшло до Нассау-Отвайлера в 1721 році. |
| Нассау-Саарбрюкен            | Графство               | 3-є Рейнське графство, засноване в 1381 році, відійшло до Нассау-Отвайлера в 1723 році. |
| Нассау-Оттвайлер             | Графство               | Відокремилося від Нассау-Саарбрюкен в 1659 році, відійшло до Нассау-Узінгена в 1728 році. |
| Нассау-Узінген               | Графство               | 1-е Рейнське графство, відокремилося від Нассау-Саарбрюккена в 1659 році, князівство з 1688 році, герцогство Нассау з 1806 року. |
| Нассау-Вайльбург             | Графство               | 2-е Рейнське графство, князівство в 1688 році, герцогство Нассау з 1806 року. |
| Номені                       | Маркграфство           | Утримувалося єпископством Меца до 1548 року, маркграфство, засноване імператором Максиміліаном II Габсбургом в 1567 році, відійшло до Лотарингії в 1612 році. |
| Оберне                       | Імперське місто        | Приблизно з 1240 року, частина Декаполя з 1354 року, анексоване Францією в 1679 році. |
| Оденгайм                     | Пробство               | Монастир, заснований в 1122 році, Імперська канонічна колегія (Reichsstift) з 1494 року, перенесена до Брухзаля в 1507 році. |
| Ольбрюк                      | володіння              | Територія навколо замку Ольбрюк біля Нідердюренбаха , спочатку утримувана Відом. |
| Оранж                        | Князівство             | Створене в 1033 році як графство Оранж. У 1163 році стало князівством. У 1713 році відійшло до Королівства Франції . |
| Пфальц-Зіммерн               | Пфальцьке графство     | У 1410 р. відокремилося від Курпфальца, в 1559 р. успадкувало право голосу, із 8-м голосом у рейхстазі. |
| Пфальц-Лаутерн               | Пфальцьке графство     | Під орудою Пфальцу з 1576 року з 6-м голосом до Рейхстагу . |
| Пфальц-Вельденц              | Пфальцьке графство     | Колишнє графство Фельденц, успадковане Пфальц-Цвайбрюкеном в 1444 році, 16-й голос у Рейхстазі |
| Пфальц-Цвейбрюккен           | Пфальцьке графство     | Колишнє графство Цвайбрюккен, в особистій унії з Пфальц-Зіммерном до 1459 р., відійшло до Пфальц-Біркенфельду в 1734 р., 14-е місце в Рейхстазі |
| Прюм                         | князь-пробство         | (Відновлено) королем Піпіном Коротким в 752 році, Безпосереднє підпорядкування імператору надано імператором Фрідріхом II Гогенштауфеном в 1222 році, під орудою Тріра з 1576 року, 65-те місце в Рейхстазі |
| Райпольтскірхен              | Володіння              | Приблизно з 1300 р. |
| Ромон                        | графство               | У 1439 році піднесене до рангу графства. Перебувало у васальній залежності від Герцогства Савойського. Після завоювань Савої Берном в 1536 році увійшло до складу Вільного імперського міста Фрібур |
| Росайм                       | Імперське місто        | З 1303 р., частина Декаполя з 1354, анексоване Францією в 1679 р.. |
| Зальм                        | Князівство             | Верхній Зальм з 1165 року, великі частини були під орудою Вальд- та Райн- Гравів з 1475 року та розділені в 1499 році, Зальм-Зальм отримав князівство у 1623 році з 84-м місцем у Рейхстазі . |
| Зальм-Даун                   | графство               | Під орудою Зальма з 1499 року, лінія згасла в 1750 році, успадкована Зальм-Грумбахом. |
| Зальм-Грумбах                | графство               | Відокремлення від Зальм-Дауну в 1561 році, анексоване Францією в 1801 році. |
| Зальм-Штайн-Грвайлер         | графство               | Відокремлення від Зальм-Грумбах в 1668 р.. |
| Зальм-Зальм                  | графство               | Відокремлення від Зальм-Дауна в 1574 році, князь-графство з 1623 року як князівство Зальм. |
| Зальм-Кірбург                | графство               | Під орудою Зальма з 1499 року, резиденція в Кірні , князь-графство з 1743 року, князівство Зальм з 1802 року. |
| Савой                        | герцогство             | Колишнє графство, частина Королівства Бургундія, успадковане імператором Конрадом II в 1032 році, Безпосереднє підпорядкування імператору надано імператором Карлом IV Люксембурзьким в 1361 році, підвищене до герцогства в 1416 році.                                                                            |
| Зайн-Вітгенштайн             | графство               | Колишні графи Зайн, молодша гілка дому Шпонгаймів, придбали графство Вітгенштайн в 1361 році, розділене в 1607 році. |
| Зайн-Вітгенштайн-Берлебург   | графство               | 14-е Рейнське графство. У складі Зайн-Вітгенштайну з 1607 року. |
| Зайн-Вітгенштайн-Вітгенштайн | графство               | 15-е Ренійське графство. У складі Зайн-Вітгенштайну з 1607 року, Зайн-Вітгенштайн-Гогенштайну з 1657 року. |
| Селеста                      | Імперське місто        | Reichsfreiheitдарований Фрідріхом II Гогенштауфенам в 1216 році, частина Декаполя з 1354 року. |
| Зольмс-Браунфельс            | графство               | У складі Зольмса з 1258 року, підвищений до князівства в 1742 році. |
| Зольмс-Гогензольмс-Ліх       | графство               | У складі Зольмс (-Браунфельс) з 1409 р., Зольмс-Гогензольмс-Ліх з 1544 р., підвищений до князівства в 1792 р. |
| Зольмс-Лаубах                | графство               | У складі Зольмс-Ліх з 1544 року. |
| Зольмс-Редельгайм-Ассенгайм  | графство               | У складі Зольмс-Лаубах з 1607 року, Зольмс-Редельгайм-Ассенгайм з 1635 року. |
| Шпаєр                        | Князь-єпископство      | Засноване до 614 року, Безпосереднє підпорядкування імператору надано близько 969 року імператором Оттоном I, 19-е місце в Рейхстазі |
| Шпаєр                        | Імперське місто        | 5-е Рейнське місто. Права міста, визнані єпископами Шпаєра в 1294 році, місце проведення 50 зборів Рейхстагу, включно зі сеймом Шпаєра (1529) (Шпаєрська протестація). |
| Шпонгайм                     | Графство               | Засноване в ХІ столітті Рейнським домом Шпонгайм, було кондомініумом маркграфів Бадена та домом Пфальц-Зіммерн з 1437 року. |
| Страсбург                    | князь-єпископство      | Засноване у IV ст., князівство-єпископство з 982 р.; 21 місце в Рейхстазі |
| Страсбург                    | Імперське місто        | З 1262. Відійшов до Франції в 1681 році |
| Тарантез                     | князь-єпископство      | Засновано у X столітті, князівство-єпископство з 1186 року. |
| Туль                         | князь-єпископство      | Засноване в 365 році Святим Мансуетом, Безпосереднє підпорядкування імператору підтверджено королем Генріхом I в 928 році, окуповано королем Франції Генріхом II в 1552 році, частина Трьох французьких єпископств згідно з Вестфальським миром 1648 року.                                                         |
| Туль                         | Імперське місто        | З ХІІІ століття, окуповане королем Франції Генріхом II в 1552 році. |
| Тюркайм                      | Імперське місто        | З 1312 року, частина Декаполя з 1354 року. |
| Баронство Во                 | Баронство              | Засноване в 1234 році. У складі Савойського дому з 1359 році. Анексоване кантоном Берн в 1536 році. |
| Верден                       | князь-єпископство      | Засноване близько 346 року, Безпосереднє підпорядкування імператору підтверджено імператором Отто III в 997 році, окуповане королем Франції Генріхом II в 1552 році, частина Трьох французьких єпископств за Вестфальським миром 1648 року.                                                                        |
| Верден                       | Імперське місто        | З XII століття, окуповане королем Франції Генріхом II в 1552 році. |
| Вальдек                      | графство               | Засноване приблизно в 1180 році, Безпосереднє підпорядкування імператору надано королем Вацлавом Люксембурзьким в 1379 році, Вальдек-Пірмонт з 1625 року, підвищене до князівства в 1712 році. |
| Вартенберг                   | графство               | Засноване в 1232 році, успадковане Рідеселями в 1428 році, Freiherren з 1680 року. |
| Веттерау                     | графство               | Засноване близько 950 р., під орудою графів фон Веттер-Тегерфельден в 1317 році |
| Віссамбур                    | Імперське місто        | З 1306 р., частина Декаполю з 1354 р., анексоване Францією в 1648 році. |
| Віссамбур                    | Князь-пробство         | Абатство, засноване приблизно в 660 році єпископством Шпаєра, Безпосереднє підпорядкування імператору даровано імператором Оттоном II в 967 році, знову утримується Шпаєром з 1546 року, 63-те місце в Рейхстазі .                                                                                                 |
| Вецлар                       | Імперське місто        | 14-е Рейнське місто, Безпосереднє підпорядкування імператору даровано імператором Фрідріхом I Барбароссою в 1180 році. |
| Князь-єпископство Вормс      | Князь-єпископство      | Засноване близько 614 року; 15 місце в Рейхстазі |
| Вормс                        | Імперське місто        | 4-е Рейнське місто, Безпосереднє підпорядкування імператору даровано імператором Фрідріхом I Барбароссою в 1184 році. |

### Монографії
- Dotzauer, W. Die deutschen Reichskreise in der Verfassung des alten Reiches und ihr Eigenleben. (1500–1806). Darmstadt: Wissenschaftliche Buchgesellschaft, 1989.
- Dotzauer, W. Die deutschen Reichskreise (1383–1806). Geschichte und Aktenedition. Stuttgart: Franz Steiner, 1998.
- Reichskreis und Territorium. Die Herrschaft über die Herrschaft?. Stuttgart: Thorbecke, 2000.

### Довідники
- Creiß // Zedler, J. Grosses vollständiges Universal-Lexicon Aller Wissenschafften und Künste. 1733, Bd. 6, Sp. 1562–—1563.
- Верхне-Рейнский округ // Энциклопедический словарь Брокгауза и Ефрона. Санкт-Петербург, 1905, Т. 1, С. 411—412.